# أمين دابو
أمين دابو (3 ديسمبر 1951 - 9 ديسمبر 2020) لاعب كرة قدم سعودي، سابق، ولعب في أندية الإسماعيلي المصري والأهلي السعودي، كما مثل المنتخب السعودي في المباريات الدولية.
وهو من أصول سنغالية، حيث جاء وافداً إلى مصر في بداية السبعينات الميلادية، ولعب لنادي الإسماعيلي عام 72م وحقق شهرة واسعة في الملاعب المصرية قبل أن يرحل في تجربة احترافية للنادي الأهلي السعودي عام 76م ومن ثم تم منحه الجنسية السعودية وهو والد اللاعب محمد أمين دابو.
وهو لاعب ومدرب سابق خدم كثيراً الكرة السعودية ويملك تاريخ حافل بالبطولات والإنجازات، وتم اطلاق لقب عليه وهو «الثعلب» نظراً لتمزيه في الملعب وأهدافه الماكرة في شباك الخصوم. اعتزل كرة القدم عام 1984م سجل مع الأهلي والاسماعلي والمنتخب عدد كبير من الأهداف تجاوز 250 هدفاً.

## النشأة
ولد أمين محمد الأمين دابو في حي شبرا بالقاهرة من أم مصرية وأب سنغالي، وهو من مواليد الثالث من ديسمبر من عام 1951م، ولديه من الأشقاء اثنين رجال وسيدة. ظهرت موهبته بتشجيع من أخيه الأكبر غير الشقيق سيد علام، وبدأ في ممارسة اللعبة ضمن فرق الأحياء في القاهرة، ثم درس في مدرسة الليسيه فرنسية ولكن والده أصر على تعليمه في أحد المعاهد الإسلامية ليكون رجل فقه لأنها كانت أمنية ملحة لدى الوالد لأنه كان رجل دين تقي وأدخله مدينة سكنية للطلبة الوافدين للقاهرة (مدينة البعوث الإسلامية) إمعاناً في حرمانه من الكرة ولكن أمين وجدها الفرصة المثلى للممارسة هوايته المفضلة داخل جدران المدينة السكنية وكان عمره حينها لم يتجاوز الخامسة عشر من عمره
و كانت أول مشاركه له ضمن فريق مع فريق معهد البحوث الإسلامي ومثل فريق المعهد في كرة القدم إلى جانب لعبة تنس الطاولة وكان من أمهر اللاعبين بها، فمثل المعهد في بطولة المعاهد الأزهرية وأحزر البطولة على مستوى الجمهورية مرتين كما مثل فريق المدينة في بطولة الجمهورية تحت 16 سنة وحصل هو وصديقه الصومالي (سعيد واريه) على البطولة وكانت المرة الأولى في حياة دابو التي ينشر فيها اسمه بالصحف، وبرغم تفوقه هذا إلا إنه ابتعد عن تنس الطاولة ليتفرغ تماماً لعشق حياته «كرة القدم».

## حياته المهنية
كان من حسن الطالع وجود فرق كروية في المدينة التي يقطنها للشبان المسلمين ْ؛ فالتحق بفريق يدعى «مالة» وتعرض لرثاء أصدقاءه وشفقتهم بسبب ضآلة جسمه وصغر حجمه.
و في يوم من الأيام لعب فريق «المدينة» في بور سعيد وكان من رأي المدرب أن دابو لا يصلح لهذه المبارة لضآلة جسمه وضخامة حجم الخصوم رغم استعداده الشديد لها، فصُدم واغتسل وجهه بالدموع؛ فرقت قلوب الزملاء فذهبوا للمدرب يسألونه إتاحة الفرصة لأمين في الشوط الثاني؛ فوافق على مضض..و كانت فرصة وفرحة عمره عندما سجل هدفاً لفريقه قيل نهاية المباراة بدقائق.
و بعد ذلك مثل فريق المدينة في جميع المباريات التي خاضها كلاعب أساسي. وفي عام 1969 م توفي والده فحزن عليه حزناً شديداً لأنه كان يحبه حباً جماً وكان صديقه ’ فتوقف فترة عن اللعب ثم عاد للعب في فريق الإسماعيلي خلال أقل من عام من وفاة والده.
و كان لعبه في الإسماعيلى له قصة....
فقد اشترك مع فريق (مالى) في دورة أقيمت على كأس الرئيس الراحل جمال عبد الناصر وكأس البطل الراحل عبد المنعم رياض وذلك في نادي الجزيرة..كان فريقاً مكون من خمسة لاعبين وحصلوا على بطولتين وكان من ألمع لاعبي الدورة (أمين دابو).
و كان من أبرز مشاهدي الدورة أشهر لاعبي الإسماعيلي سيد عبد الرازق (بازوكا) ومدرب الناشئين «محمد عثمان» وبعد انتهاء الدورة مباشرة ً قام «بازوكا» بزيارة دابو وعرض عليه اللعب في النادي الإسماعيلى؛ فلم يصدق نفسه وقال له أود ذلك ولكني لست مصرياً؛ فقال له: لا عليك، كل شيء سيتدبر في حينه وطلب منه أن يحضر غداً إلى النادي.
و بالفعل حضر إلى النادى واتفق على بدء التمرين تحت سن 19 سنة في حضور بازوكا والمدرب طومسون وطبيب النادى حسين شاهين.
و بدأ يشارك في الفريق الأول فريق النجوم وتفوق تفوقاً شديداً وأثنى عليه رئيس النادي عثمان أحمد عثمان، ولكن بعد التألق طلب طومسون من دابو العودة إلى فريق الشباب ليتمرن مع فريق 18 سنة.
و لكن كل النادي كان ضد قرار طومسون؛ فتراجع عن خطئه وطلب من سيد السقا استدعاء دابو ليمثل الفريق الأول في المبارات الحبية استعداداً لمباريات كأس أفريقيا.
و بعد ذلك لعب فريق دابو ضد أهلي طرابلس في ستاد المصر الدولى أمام حشد هائل من الجمهور مائة ألف متفرج ولكن خسروا المباراة وشنت عليهم الصحافة هجوماً ضارياً ثم ربحوا المباراة الثانية في ليبيا ولكنهم خسروا بفارق إصابات الترجيح؛ ورغم ذلك فقد كرمهم النادي لأنهم لعبوا مباراة جيدة.
و بعد عودتهم من ليبيا إلى القاهرة توقف الدورى بسبب الحرب ولكن بعدها فازوا بالدورة الصيفية في عدة مباريات على الأهلى والزمالك والترسانة، وأطلق على فريق الإسماعيلي في تلك الدورة الفريقى الذي لا يهزم مع أنه يضم مجموعة من الأشبال.
و في عام 1973م لعب الإسماعيلي في بطولة كأس أفريقيا ولكن لم يكمل المشوار بسبب اندلاع حرب أكتوبر.
و انتقل أمين من مركز الهجوم لخط الوسط ونجح فيه لمدة 5 سنوات كاملة، وبدأ اللعب ضد فرق دولية وسافر مع الإسماعيلي عدة دول مثل قطر وعدن والمملكة العربية السعودية وصُنّف ضمن بين أفضل لاعبي الوسط، وقد لعب مع الزمالك ضد ليجياوارسو وانتراخت ومنتخب المملكة العربية السعودية_ومع اسدال الستار على عام 1975م دخل «دابو» الشهرة الحقيقية من أوسع أبوابها.

## بداية الشهرة
كانت مباراة الإسماعيلي مع الأهلي القاهري في دوري الثمانية لكأس مصر هي البحر التي انتقلت منه مراكب الشهرة؛ فقد كان الأهلى في كامل عافيته البدنية والفنية والمرشح الأوحد للفوز بالمباراة والصعود للدوري قبل النهائي..و حدثت المفاجأة..لقد خسر الأهلى وفاز الإسماعيلي 1/0 وكان هدف الفوز من نصيب «أمين دابو» وكان من أجمل أهدافه وأصبح اسمه يتردد على كل لسان في مصر، وأصبح الفوز مادة خصبة للصحافة ورسامي الكاريكاتير والفنانين، وشاعت نكتة ظريفة أطلقها الفنان أحمد غانم تقول:
"مين اللي بيخبط على الباب؟
دابو..
دابو مين؟
دابو اللي جابوا

## الاحتراف
تلقى «دابو» عروضاً احترافية من فرنسا ولبنان وقطر وعمان، ولكن رفضها مدربه طومسون.

## الابتعاد عن الإسماعيلي
حب كرة القدم تسبب في فشل «دابو» في دراسته الجامعية فقد رسب سنتين متتاليتين فقررت الجامعة حرمانه من المنحة الدراسية ’ كما قررت السفارة السنغالية حرمانه من المنحة الشهرية ولم يجد عائد يعول به أسرته فتوجه للنادي الإسماعيلي وطلب من إدارة النادي التسجيل في معهد التربية الرياضية وخمسة آلاف جنيه ولكنهم صموا آذانهم عن طلبه المشروع وبدوره انقطع دابو عن التمرين، فعلم المهندس عثمان أحمد عثمان بالموضوع وأرسل في طلب دابو عارضاً تذليل كافة العقبات والاستجابة لطلبه وقالوا له: "سنؤجر لك شقة فاخرة" ونجح في امتحان المعهد بامتياز ولكنه فوجأ بأن اسمه لم يدرج في كشوف الطلاب الجدد ولم يستلم الشقة وعلم أن وعودهم غير صادقة وحتى السلفية النقدية ماطلوا فيه ولم يعطوها له؛ فازدادت المشاكل وقرر "دابو> الابتعاد عن الإسماعيلي.
عندما سمع جمهور نادي الإسماعيلي بالخبر؛ تبرع ب 2000 جنيه من جيبه الخاص ليبقى دابو ولكنه رحل لأن أسلوب تعامل النادي مادياً سيئا جداً معه ولو أصيب لن يقف بجانبه النادي.
قرر «دابو» السفر للمملكة العربية السعودية ليكمل دراسته هناك وتواصل مع عدد من المسئولين في بعض الأندية وتحدث أمين إلى الأمير خالد العبد الله وسلطان السويدي وانتابته الحيرة بأى نادي سيسجل ولكنه اختار «أهلى جدة».
و ذهب أمين إلى فندق شيراتون القاهرة للاجتماع بسمو الأمير محمد العبد الله الفيصل والأمير عبد الله بن فيصل التركي وجرت المباحثات لانتقاله لأهلي جدة.
رفضت والدة أمين سفره حباً وخوفاً عليه ولكنها وافقت في النهاية.
و قد أصبح «دابو» أغلى لاعب في الشرق الأوسط عندما تنازع عليه أهلى جدة والإسماعيلي وحصل الإسماعيلي على شيك قدره 100 ألف دولار.

## حكاية البطاقة المشهورة
كان هناك مباراة أقيمت بالرياض طرفاها الأهلي والنصر وكان هناك رمية تماس لصالح النصر فذهب أمين لحكم المباراة عبد الرحمن الدهام وسأله لصالح من الرمية؟ فاشهر في وجهه البطاقة الحمراء لطرده، فمزقها دابو وأصبح حديث الناس ومادة دسمة لهجومهم وهجر (جامعة الملك عبد العزيز) بجدة هرباً من مشاكسة الطلاب له؛ ولم يقف بجانبه سوى الأمير خالد والأمير منصور بن فيصل.
استمر أمين في رحلة كفاحة وأصيب أصابة خطيرة وقام بإجراء عملية جراحية ونجحت وبعدها لعب ضد نادى الاتحاد وسجل ضده هدفين قبل التعادل وفرحت الناس به وحصل على الجنسية السعودية وانضم للمنتخب الوطنى السعودي.
و فاز دابو في بطولة مجلس التعاون الخليجي لأبطال الدوري وعاد بالكأس إلى جدة وكانت لحظة تسلمه الكأس هي لحظة اعتزاله.

## مسيرته الكروية
كان يوم 23 مارس 1973 ميعادا لمباراة الأهلي والإسماعيلي ضمن مباريات الدوري المصري وكانت شهرة نجم جديد في سماء الدراويش بدأ بالظهور وانتظر عشاق كرة القدم تلك المباراة من اجل رؤية الكابتن: أمين دابو الوافد السنغالي الي قلعة الدراويش وبدأت المباراة ووضح من البداية الرقابة اللصيقة من دفاع الاهلي بقيادة حسن حمدي علي الهر أبو جريشة وعلي اللاعب النجم الجديد دابو لإيقافه من المراوغة والتمرير.
و بالرغم من ذلك استطاع الكابتن: دابو الظهور بمنظر المراوغ الرهيب حيث أتعب كل لاعبي دفاع الأهلي مدكور وحسن حمدي ومحمد عبد السميع لدرجة ان الكابتن نجيب المستكاوي كتب: أشبع دابو دفاع الأهلي ترقيصا.
بعدها يصبح الكابتن امين دابو نجم الشباك في فريق الدراويش والنجم المحبوب لدي الجماهير.
و كثيرا ما كانت جماهير الدراويش تثور علي دابو لكثرة المراوغة وتتهمه بعدم الجدية واللجوء الي استعراض المهارات الفنية الخاصة به ولكنه كان دائما يشير إليهم بالهدوء وانتظروا ما هو قادم بمداعبة رقيقة للجمهور وبالفعل يقدم فاصلا جديدا يحول هجوم الجماهير عليه الي التصفيق والتشجيع لدابو ملك المراوغة بلا منازع.

## انتقاله إلى السعودية
و كان من الطبيعي أن يلفت أنظار مسئولي كرة القدم بالدول الخليجية وخاصة السعودية التي اجتذبت الكثير من نجوم كرة القدم المصرية الكبار وقتها في محاولة من اتحاد الكرة السعودي في النهوض بمستوي اللعبة بالمملكة وكان أمين دابو النجم المهاري الكبير تحت عين إدارة النادي الأهلي السعودي – حيث حضر وفداً إلى مصر للتفاوض مع إدارة النادي الاسماعبلي في 28 ديسمبر 1976
حيث كانت هناك مفاوضات سرية ومباشرة مع أمين دابو مع الطرف السعودي وأسفرت عن إلحاق أمين دابو بكلية الآداب بالسعودية لاستكمال دراسته بالمملكة كنوع من الإغراءات على اللعب، وكان دابو استنفذ عدد مرات الرسوب في تعليمه العالي في مصر وأصبح لا يحق له الالتحاق بأي كلية في مصر، مع الوعد بحصوله علي الجنسية السعودية ولعائلته.
و عرض الجانب السعودي 50 ألف جنيه علي إدارة النادي الإسماعيلي فرفضت وفاوض السعوديون أنهم علي الاستعداد لتمويل شراء النجم التونسي طارق نجم الترجي لينتقل إلى الإسماعيلي بمبلغ 15 ألف جنيه إسترليني بالإضافة إلى عشرين ألف جنية للنادي الإسماعيلي ولكن إدارة الإسماعيلي طلبت مهلة للتفكير وبالنهاية رفضت العرض حرصاً علي تواجد النجم: أمين دابو.
إلّا أن إدارة النادي الإسماعيلي وافقت بعد فترة نظراً لرغبة اللاعب في استكمال دراسته وتأمين مستقبله بعد فترة شد وجذب طويلة؛ ليبدأ فاصلا جديداً من تاريخ الإبداع الكروي مع نادي الأهلي السعودي.
و أطلقت عليه الجماهير السعودية الثعلب الأهلاوي حيث كان أحرز هدف الفوز بكأس ملك السعودية أمام فريق الاتفاق عام 1403 بطريقة فنية ماكرة.
و بالفعل كما وعده مسئولي كرة القدم بالمملكة، يحصل أمين دابو علي الجنسية السعودية ويشارك ضمن صفوف المنتخب الوطني السعودي ويبرع كنجم كبير قال عنه أسطورة كرة القدم العالمي دييجو مارادونا عندما جاء ضيف شرف الي جده للاحتفال بالعيد الذهبي للنادي الاهلي السعودي: أن اللاعب دابو مكانه بالدوري الإيطالي لما يملكة من مهارات عالية وبالفعل أظهر مارادونا ودابو مهارات أسعدت من شاهدت المباراة.
وحينما اعتزل الكرة عام 1984م اتجه لمجال التحليل والتدرب، حيث درب نادي الاتحاد السعودي لفترة مع أنه المنافس الأول لناديه الأصلي أهلي جدة الذي درب فيه لفترة تقارب 15 عاماً وما زالت للكابتن أمين دابو صولات وجولات بمدارس اللاعبين الناشئين كقاعدة هامة لتفريخ نجوم الكرة السعودية والتعليق كناقد ومحلل فني قدير.

## بطولاته وإسهاماته

### الجماعية
- مع الأهلي:
- بطولة كأس جلالة الملك عام 96/97 هـ.
- درع الدوري الممتاز عام 97/98 هـ.
- بطولة كأس جلالة الملك عام 97/98 هـ.
- بطولة كأس جلالة الملك عام 98/99 هـ.
- بطولة كأس المصيف عام 1402هـ.
- بطولة كأس جلالة الملك عام 1402 /1403 هـ.
- درع الدوري الممتاز عام 1403/1404هـ.
- بطولة كأس دول مجلس التعاون الخليجي عام 1405 هـ.

### الفردية
- هداف بطولة كأس الملك 1977/78م.
- درع النادي الذهبي لنجوم موسم 1398هـ/1978م.
- هداف بطولة كأس الملك 1978/79م.
- كأس النجوم لأفضل لاعبي الموسم ضمن جائزة نجوم موسم 1979م المُقدمة من صحيفة الندوة.
- هداف بطولة كأس الملك 1982/83م.
- هداف النادي الأهلي التاريخي في بطولة كأس الملك.
- رابع هدافي النادي الأهلي تاريخيًا

## أهداف حاسمة في مسيرته مع الأهلي
- سجل هدفًا حاسمًا أمام نادي النصر عبر مقصية رائعة في ثُمن نهائي الكأس عام 1978م.
- سجل هدف أمام نادي الاتحاد ساهم في تحقيق بطولة الدوري عام 1978م.
- سجل هدف أمام نادي القادسية في نصف نهائي الكأس عام 1978م أكد تأهل الأهلي للنهائي.
- سجل هدفين أمام نادي الإتفاق في نصف نهائي الكأس عام 1979م أوصلت الأهلي للنهائي.
- سجل هدفين أمام نادي الاتحاد في رباعية نهائي الكأس الشهيرة عام 1979م.
- سجل هدف أمام نادي الهلال في نصف نهائي الكأس عام 1983م أكد تأهل الاهلي للنهائي.

## شارك أمام منتخبات وأندية عالمية
- نادي أتليتكو مينيرو البرازيلي 1977م.
- منتخب البرازيل الأول 1978م (سجل هدف).
- نادي باريس سان جيرمان الفرنسي 1978م.
- نادي روما الإيطالي 1978م.
- نادي أياكس أمستردام الهولندي 1981م (سجل هدف).
- نادي فينورد الهولندي 1985م (سجل هدف).
- نادي مانشستر سيتي الإنجليزي 1986م (سجل هدف).
- نادي بروندبي الدنماركي 1987م (سجل هدفين).

## الألقاب الصحفية والجماهيرية
- الثعلب الملتحي
- الأسطورة
- دابو جابو
- ملك الديربي
- النجم الذكي
- العبقري
- ثعلب الكرة

## قالوا عنه
- الأمير خالد بن عبد الله رئيس الأهلي السابق: مهاجم من الطراز الأول، مخلص حتى النخاع لفريقه الأهلي، شخصية محبوبة، من الرموز الكروية البارزة في ملاعبنا، لياقة بدنية عالية، قوة احتمال.
- مدرب الأهلي السابق ديدي: متعدد المواهب ومتشعب الهويات، عطاءه في الملعب لاينضب، حركته مدروسة تمريراته مُتقنة، تسديداته قاتلة، أُفقه الكروى واسع، مخلص جدا لفريقه ومطيع لمدربه، من اللاعبين القلائل الذين احتفظ لهم بمكانة خاصة في قلبي.
- مدرب الأهلي السابق تيلي سانتانا: في البداية لم أكن أعرفه ولكن مع مرور الزمن أكتشفت أن لدية كنز ثمين لكن لسوء الحظ جاء اكتشافي متاخراً فعندما عاد دابو لخطورته قرر الاعتزال أنا حزين لغيابه وهو خسارة لاتعوض ومستودع خبرة لا يقدر بثمن.
- الاسطورة مارادونا حينما جاء إلى جدة: ان اللاعب دابو مكانه بالدوري الإيطالي لما يملكه من مهارات عالية وبالفعل أظهر مارادونا ودابو مهارات في مباراة الاحتفال اليوبيل الذهبي.
- محمود الخطيب نجم الكرة المصرية: من الاعبين الأفذاذ الذي يندر تكرارهم بسهولة.
- التونسي طارق ذياب: فنان كبير وموهوب حساسيته للكرة وصلت حد الاعجاز أيام ديدي بلغ القمة في السيطرة على الكرة في الهواء وفي الأرض وبالقدمين-صانع العاب ماهر وهداف ممتاز.

## وفاته
توفي يوم الأربعاء 9 ديسمبر 2020 ميلاديّا، الموافق 24 ربيع الآخر 1442 هجريّا، عن عمر ناهز التاسعة والستين، بعد معاناته مع المرض، حيث دخل في غيبوبة في أحد مستشفيات مدينة جدة، وتوفي على إثرها بعد أيام من وفاة زوجته، وقد نعته وزارة الرياضة السعودية، وعدد من الأندية الرياضية السعودية عبر حساباتهم على تويتر.

## وصلات خارجية
- سيرة حياة أمين دابو على يوتيوب